# Ormhuvud
Ormhuvud (Terebratula capud-serpentis) är en till armfotingarna hörande art som förekommer i den nordeuropeiska haven och i Medelhavet.